# Vega Strike

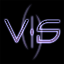
Logo

Vega Strike é um simulador de voo com temática de combate e comércio espaciais, em primeira pessoa, produzido com código aberto e desenvolvido para Microsoft Windows, POSIX U*x e Mac OS X em C e C++ utilizando a API OpenGL e escrito internamente através de Python e XML. Muitas das mecânicas do jogo foram inspiradas por jogos como Elite e Wing Commander: Privateer.

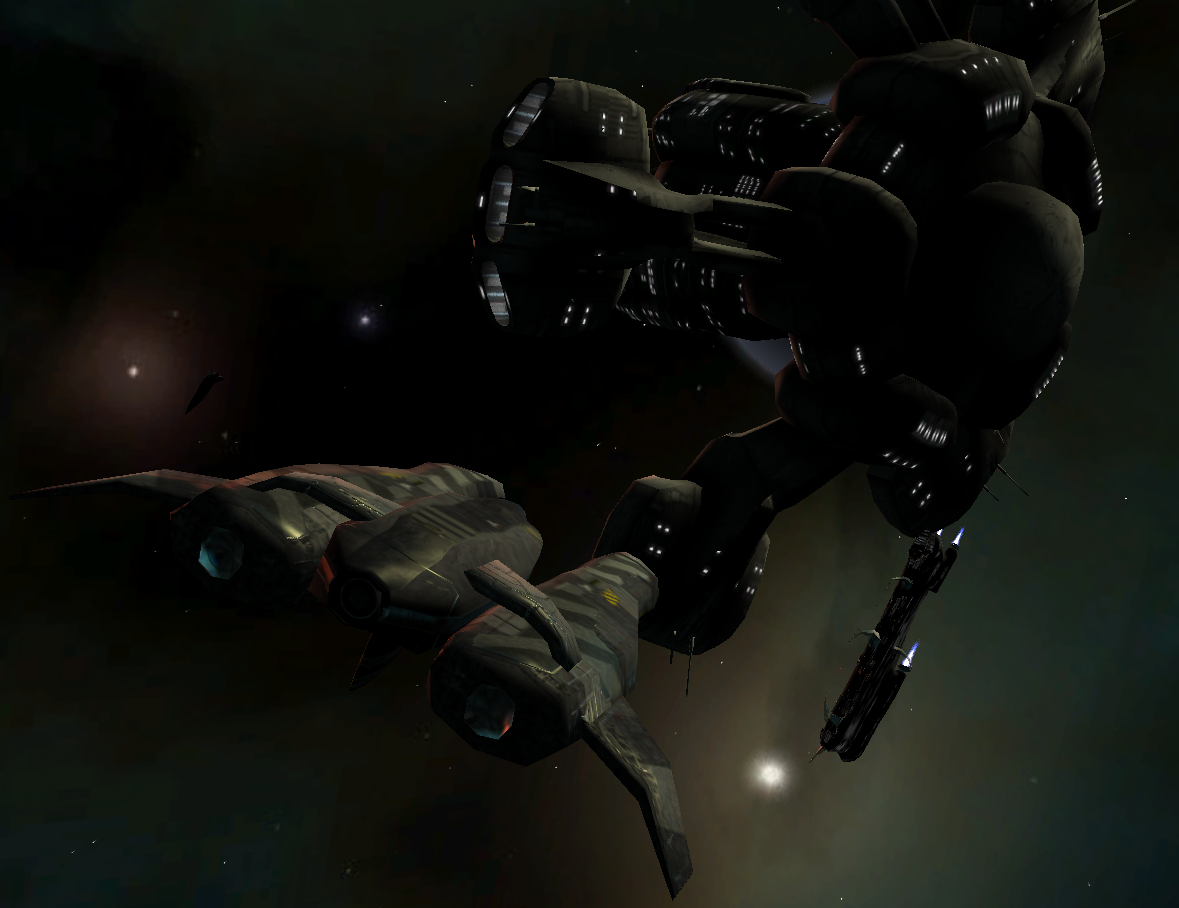
Uma nave classe Llama se preparando para pousar em uma estação de mineração.